# La Dame aux poupées
Pour plus de détails, voir Fiche technique et Distribution.
La Dame aux poupées est un film documentaire québécois, en couleur, produit et réalisé par Denys Desjardins, sorti en 1996.

## Synopsis
Entre le rêve et la réalité, Madame Boudreault donne vie à l'univers particulier de son imaginaire. Dans sa très vieille maison de l'Isle-aux-Coudres, où plus de 400 poupées habitent, elle laisse libre cours à ses fantaisies. Il suffit de l’écouter raconter l’histoire de ses poupées pour deviner l’histoire de sa vie.

## Fiche technique
- Titre : La Dame aux poupées
- Réalisation : Denys Desjardins
- Production : Denys Desjardins
- Scénario : Denys Desjardins
- Photographie : Hélène Choquette et Denis-Noël Mostert
- Montage : Vincent Guignard
- Pays d'origine :  Québec
- Langue : français
- Durée : 15 minutes

## Distribution
- Annette Boudreault
- Léopold Tremblay

## Récompenses et distinctions
- 1996 : Prix Normande-Juneau du meilleur court-métrage québécois